# شاهمار (جلفا)
شاهمار هي قرية في مقاطعة جلفا، إيران. عدد سكان هذه القرية هو 1,161 في سنة 2006.